# Mazda Minagi Concept
Este concept, segundo de la saga de diseño KODO, fue presentado en el Salón del Automóvil de Ginebra en marzo de 2011, con gran expectación, al ser un adelanto del primer vehículo de producción Mazda con diseño KODO: el Mazda CX-5. El equipo de diseño liderado por Ikuo Maeda realiza un planteamiento estético de un SUV deportivo compacto. El Minagi incorpora además la nueva tecnología Skyactiv de Mazda (que supone una optimización de motores, transmisiones, carrocería y chasis), lo que reduce el peso y el consumo. 